# Cephalotes

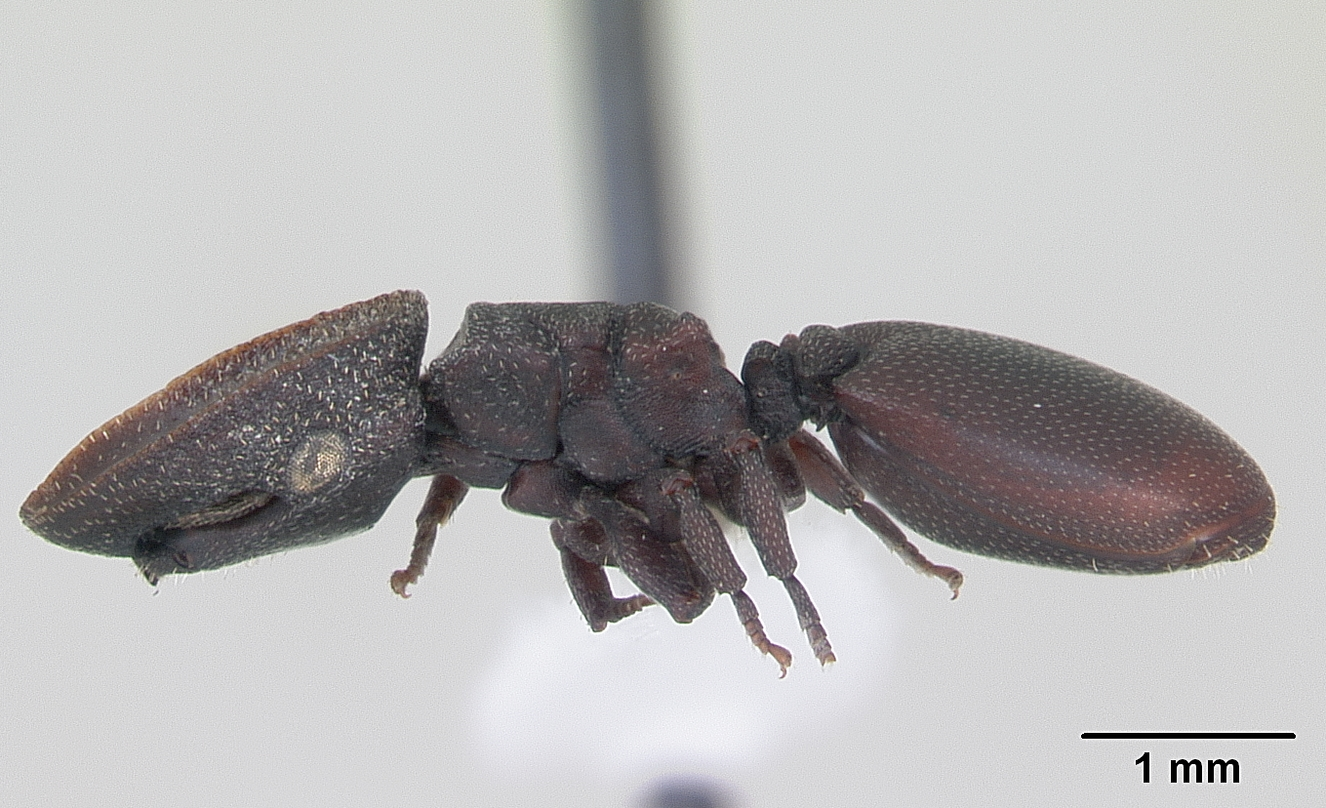
Cephalotes pallidoides

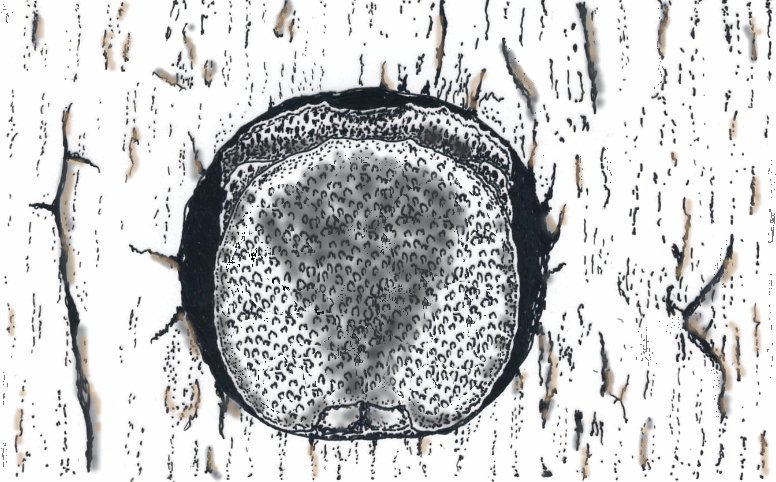
Голова Cephalotes texanus, затыкающая вход в гнездо

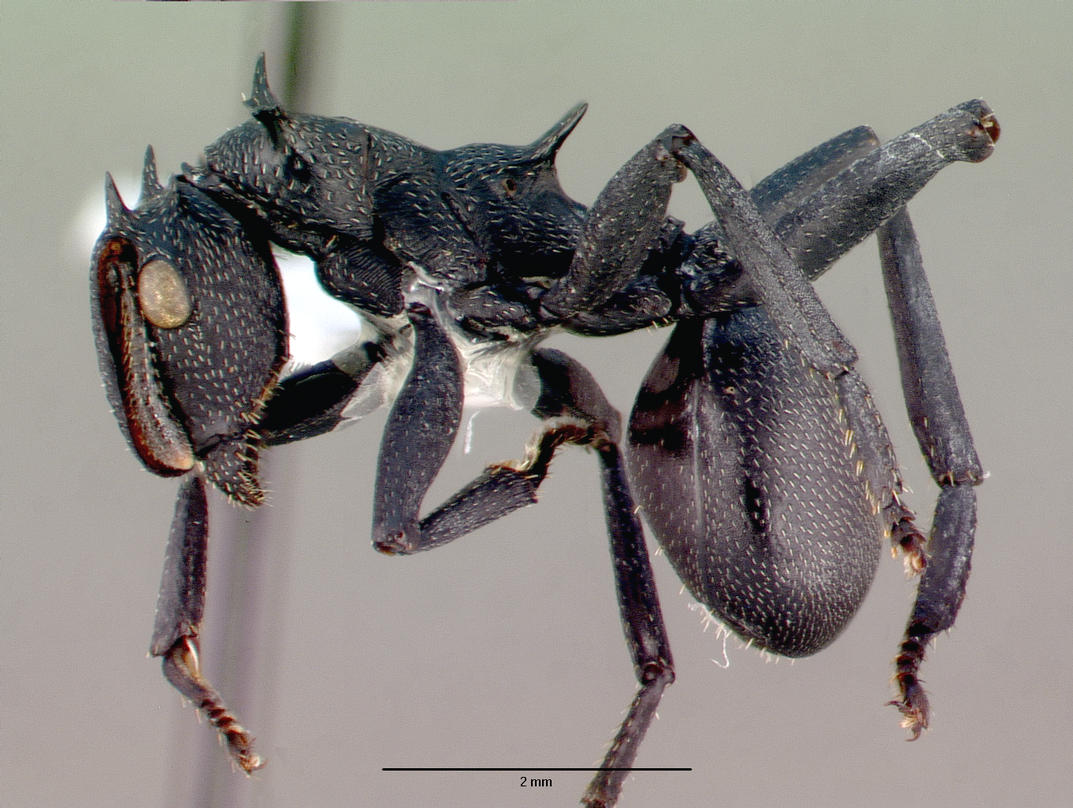
Cephalotes atratus

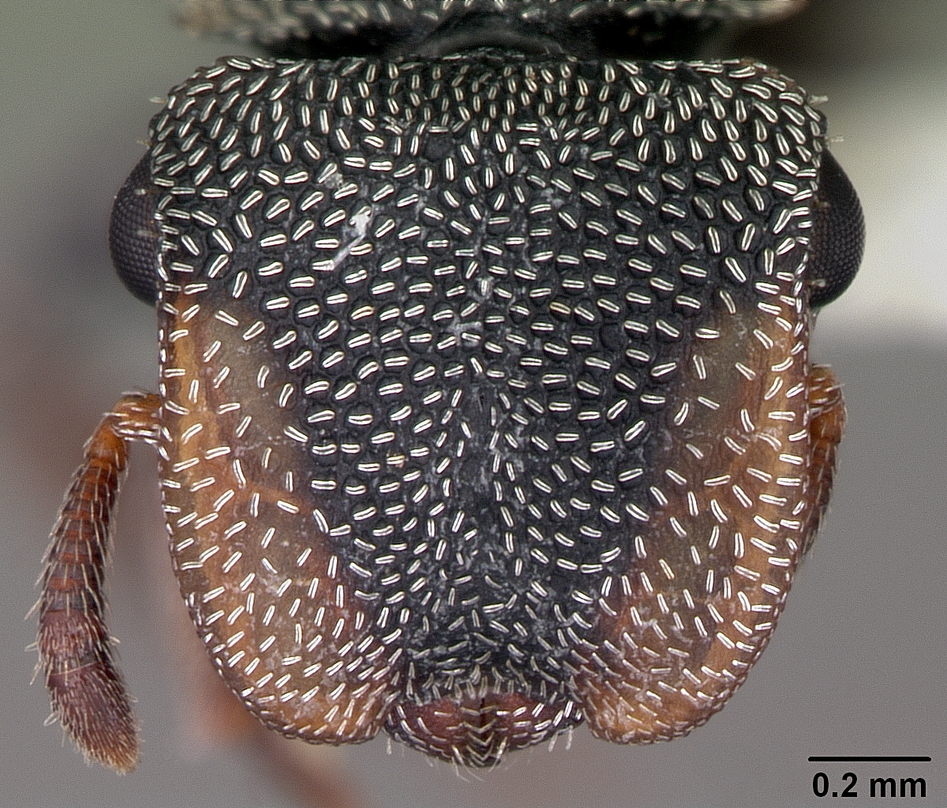
Голова Cephalotes texanus

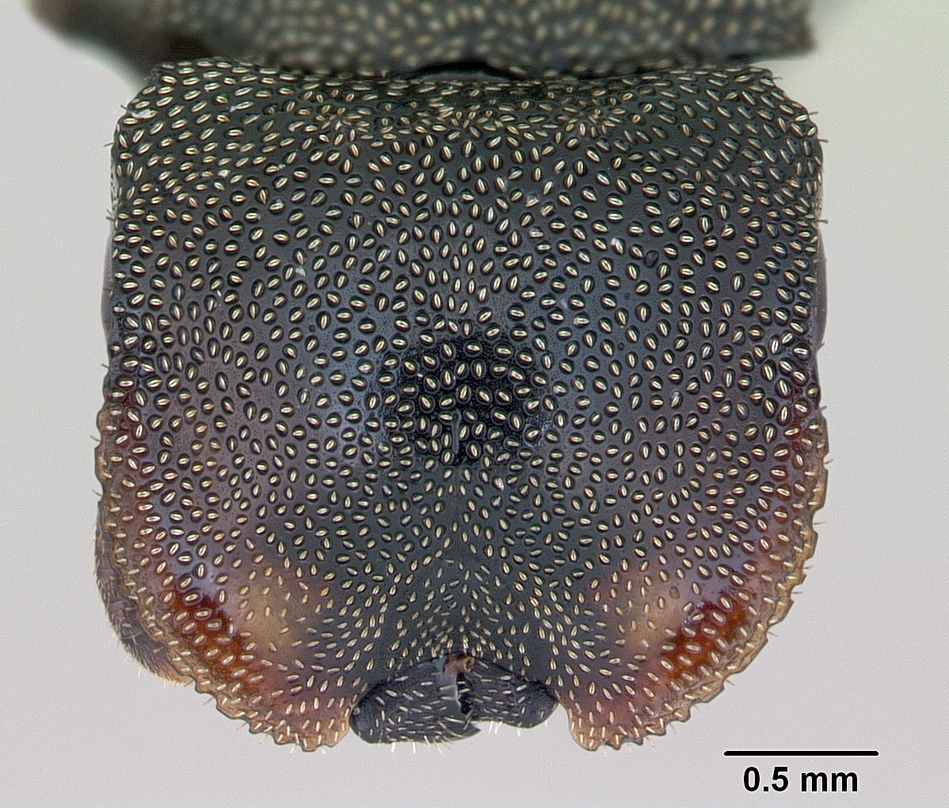
Голова Cephalotes depressus

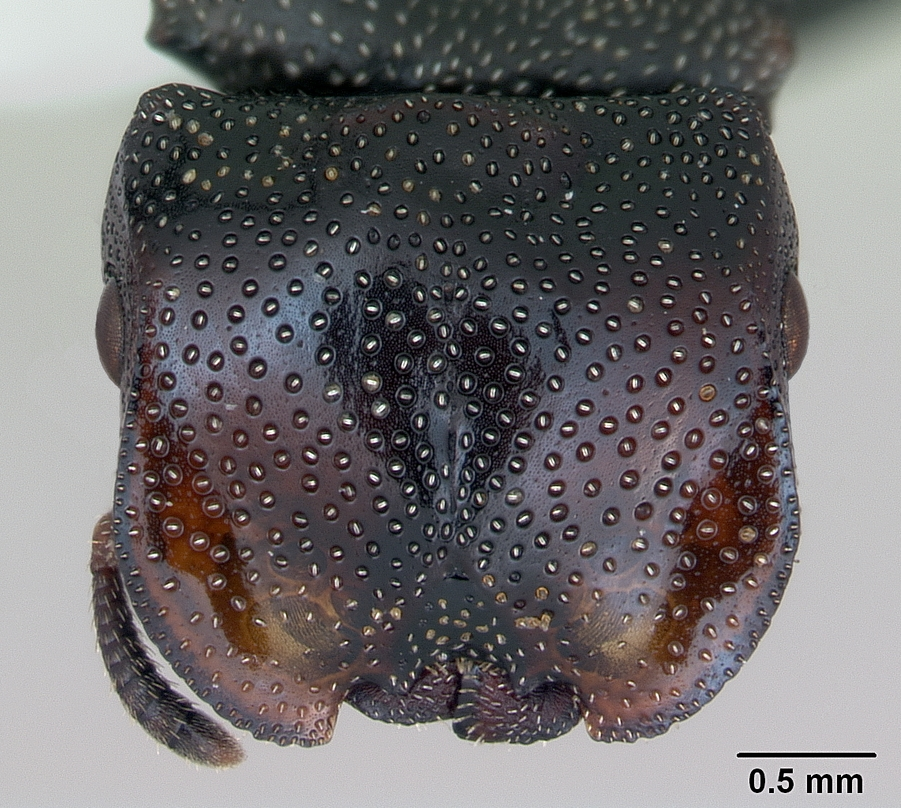
Голова Cephalotes bruchi

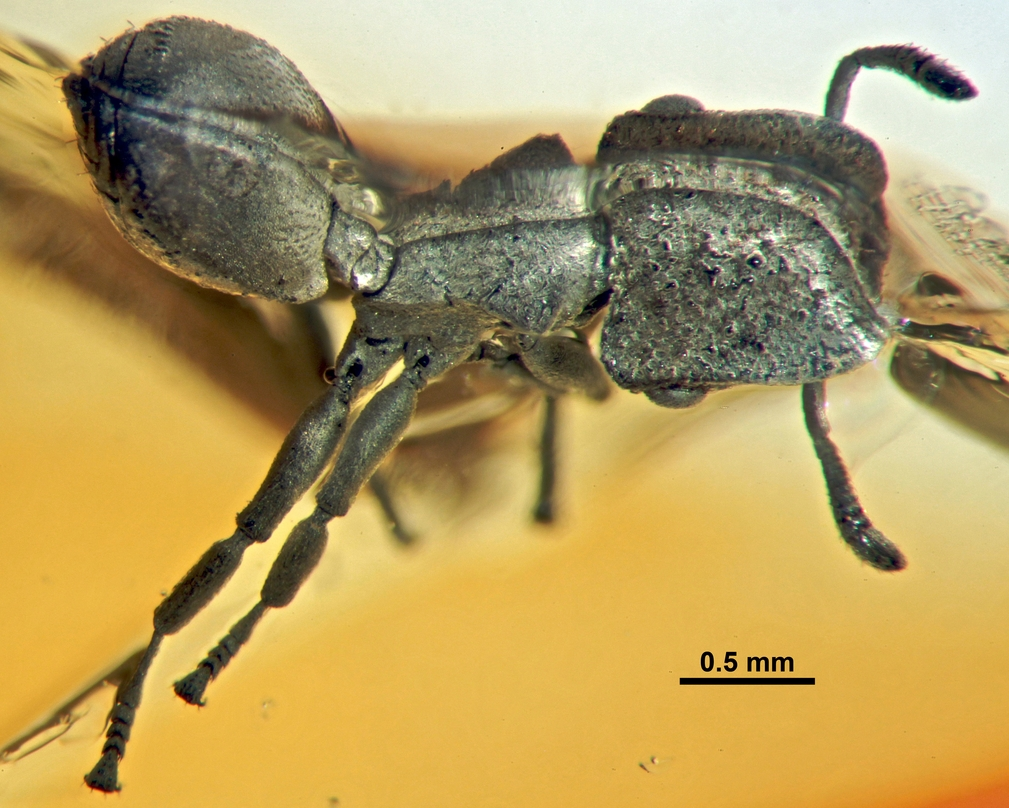
Ископаемый Cephalotes dieteri в доминиканском янтаре

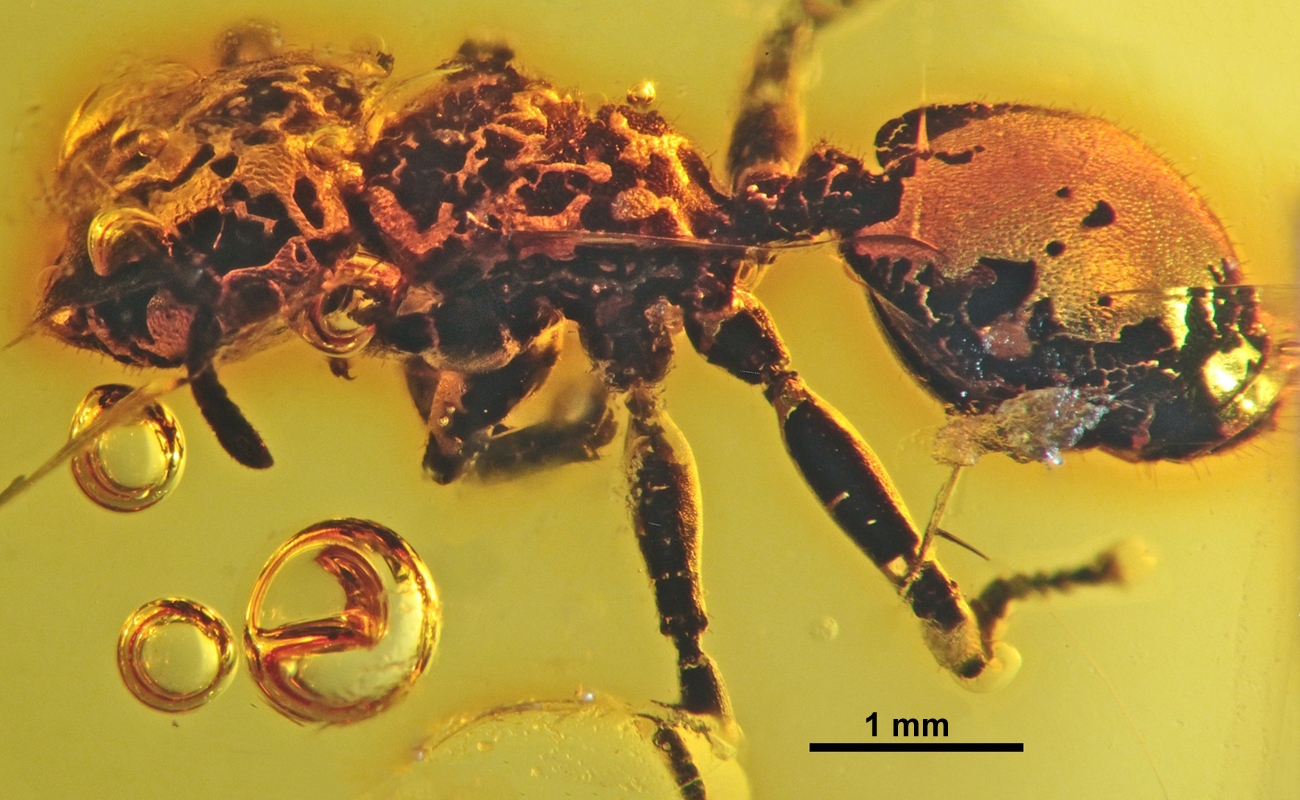
Ископаемый Cephalotes alveolatus в доминиканском янтаре

Cephalotes (лат.)  — род древесных муравьёв трибы Attini (или Cephalotini) из подсемейства Myrmicinae (Formicidae).

## Распространение
Род населяет тропики и субтропики Центральной и Южной Америки, три вида известны на юге США (С. varians — Флорида, С. texanus — Техас, С. rowheri — юг Аризоны).

## Описание
Плоскотелые древесные муравьи. Очень мелкого и среднего размера, длиной от 3 до 14 мм. У представителей рода имеется специальный желобок, в который помещается скапус. В его же заднебоковой части находятся глаза, наполовину спрятанные в этих желобках. Усики состоят из 11 члеников, без булавы. У некоторых видов имеются особые защитные шипы либо длинные зубцы на голове и груди.
У большинства видов имеется отдельная каста солдат со сплющенной головой, позволяющей закрывать ею, как пробкой, входы в гнездо. Данная каста характеризуется диморфными крупными солдатами, имеющими крупный вогнутый головной щит (англ. the cephalic disc), которым они затыкают как пробкой вход. Данный феномен был назван phragmosis. У ряда видов также и матки имеют подобный цефалический диск. Цефалический диск отличается сильно выраженной скульптировкой и покрыт особым тонким слоем (например у видов Cephalotes porrasi и Cephalotes setulifer), который создаёт защитный камуфляж. Также на диске имеются специализированные щетинки (setae), а вещество, покрывающее его, образуется железами самих муравьёв.
Виды, ранее относимые к роду Zacryptocerus (ныне этот таксон признан синонимом рода Cephalotes), характеризуются относительно однообразными полиморфными крупными солдатами. Их тело дорзо-вентрально сплющено. Края мезосомы имеют выступающие по бокам зубцы.

## Особенности биологии
Численность муравьиных семей варьирует от нескольких десятков рабочих (Cephalotes texanus) до 10 000 (Cephalotes atratus).
Представители данного рода являются характерными обитателями кустарниковой растительности и деревьев.
Заселяют полости и ходы внутри древесины, созданные ксилофагами, например, жуками-дровосеками. Способны парашютировать при случайном падении с дерева, подлетая прямо на ствол того же самого растения.
В целом это мало агрессивные виды муравьёв, которые часто сосуществуют с другими муравьями, пользуясь даже общими путями передвижения.
Все виды рода характеризуются наличием тяжёлой хитинизированной брони и дорзо-вентрально сплющенными телами. Прижимаясь к поверхности субстрата, они становятся незаметными и защищёнными. Некоторые виды рода полагаются на химическую защиту
Питание в целом остаётся плохо исследованным. Являются хищниками и сборщиками падали, могут собирать также внецветковый нектар, встречаются на протеиновых и сахарных источниках и каплях, на экскрементах птиц, также питаются пыльцой растений. Посещение различными видами муравьев (Cephalotes pusillus и другими) внеклеточных нектарников на растении Ouratea spectabilis Engl. (Ochnaceae) привело к значительно большему продуцированию плодов и семян этой категорией стеблей, чем стеблями, очищенными от муравьёв и населёнными только Cephalotes. Не было обнаружено различий в уровнях листовой травоядности экспериментальных стеблей.
Имеются данные о трофобиотических взаимоотношениях между цикадой Tragopa peruviana и муравьями Cephalotes atratus. Этот вид муравьёв часто встречается вместе с данными цикадками, которые живут на крупных листьях растений Isertia haenkeana и Vismia angusta. Цикадки выделяют сладкий секрет и характеризуются конвергентной адаптацией в общей форме тела и окраске как у брюшка C. atratus.

## Классификация
Род Cephalotes впервые был выделен в 1860 году английским энтомологом Ф. Смитом (1805—1879) и включает в своём составе около 130 видов, в том числе около 15 ископаемых. Род относится к трибе Attini (ранее выделялся в отдельную трибу Cephalotini)  (Myrmicinae).

### Синонимы
- Eucryptocerus Kempf
- Zacryptocerus Ashmead
- Harnedia Smith
- Hypocryptocerus Wheeler
- Cryptocerus (Cryptocerus) Latreille
- Cyathocephalus Emery
- Cryptocephalus Latreille
- Exocryptocerus Vierbergen et Scheven
- Paracryptocerus Emery
- Cyathomyrmex Creighton
- Cryptocerus Latreille
- Zacryptocerus Wheeler

### Виды
- Cephalotes adolphi (Emery, 1906)
- Cephalotes alfaroi (Emery, 1890)
- Cephalotes alveolatus (Vierbergen et Scheven, 1995)
- Cephalotes angustus (Mayr, 1862)
- Cephalotes argentatus (Smith, 1853)
- Cephalotes argentiventris De Andrade, 1999
- Cephalotes atratus (Linnaeus, 1758)
- Cephalotes auriger De Andrade, 1999
- Cephalotes basalis (Smith, 1876)
- Cephalotes biguttatus (Emery, 1890)
- Cephalotes bimaculatus (Smith, 1860)
- Cephalotes bivestitus (Santschi, 1922)
- Cephalotes bloosi Baroni Urbani, 1999
- Cephalotes bohlsi (Emery, 1896)
- Cephalotes borgmeieri (Kempf, 1951)
- Cephalotes brevispineus De Andrade, 1999
- Cephalotes bruchi (Forel, 1912)
- Cephalotes carabicus De Andrade, 1999
- Cephalotes chacmul Snelling, 1999
- Cephalotes christopherseni (Forel, 1912)
- Cephalotes clypeatus (Fabricius, 1804)
- Cephalotes coffeae (Kempf, 1953)
- Cephalotes columbicus (Forel, 1912)
- Cephalotes complanatus (Guerin-Meneville, 1844)
- Cephalotes conspersus (Smith, 1867)
- Cephalotes cordatus (Smith, 1853)
- Cephalotes cordiae (Stitz, 1913)
- Cephalotes cordiventris (Santschi, 1931)
- Cephalotes crenaticeps (Mayr, 1866)
- Cephalotes cristatus (Emery, 1890)
- Cephalotes curvistriatus (Forel, 1899)
- Cephalotes decolor De Andrade, 1999
- Cephalotes decoloratus De Andrade, 1999
- Cephalotes dentidorsum De Andrade, 1999
- Cephalotes depressus (Klug, 1824)
- Cephalotes dieteri Baroni Urbani, 1999
- Cephalotes dorbignyanus (Smith, 1853)
- Cephalotes duckei (Forel, 1906)
- Cephalotes ecuadorialis De Andrade, 1999
- Cephalotes eduarduli (Forel, 1921)
- Cephalotes emeryi (Forel, 1912)
- Cephalotes fiebrigi (Forel, 1906)
- Cephalotes flavigaster De Andrade, 1999
- Cephalotes foliaceus (Emery, 1906)
- Cephalotes fossithorax (Santschi, 1921)
- Cephalotes frigidus (Kempf, 1960)
- Cephalotes gabicamacho Oliveira et al., 2021[18]
- Cephalotes goeldii (Forel, 1912)
- Cephalotes goniodontes De Andrade, 1999
- Cephalotes grandinosus (Smith, 1860)
- Cephalotes guayaki De Andrade, 1999
- Cephalotes haemorrhoidalis (Latreille, 1802)
- Cephalotes hamulus (Roger, 1863)
- Cephalotes hirsutus De Andrade, 1999
- Cephalotes hispaniolicus De Andrade, 1999
- Cephalotes inaequalis (Mann, 1916)
- Cephalotes inca (Santschi, 1911)
- Cephalotes incertus (Emery, 1906)
- Cephalotes insularis (Wheeler, 1934)
- Cephalotes integerrimus (Vierbergen et Scheven, 1995)
- Cephalotes jamaicensis (Forel, 1922)
- Cephalotes jansei (Vierbergen et Scheven, 1995)
- Cephalotes jheringi (Emery, 1894)
- Cephalotes klugi (Emery, 1894)
- Cephalotes kukulcan Snelling, 1999
- Cephalotes laminatus (Smith, 1860)
- Cephalotes lanuginosus (Santschi, 1919)
- Cephalotes lenca De Andrade, 1999
- Cephalotes liepini De Andrade, 1999
- Cephalotes liogaster (Santschi, 1916)
- Cephalotes liviaprado Oliveira et al., 2021
- Cephalotes maculatus (Smith, 1876)
- Cephalotes manni (Kempf, 1951)
- Cephalotes marginatus (Fabricius, 1804)
- Cephalotes mariadeandrade Oliveira et al., 2021
- Cephalotes marycorn Oliveira et al., 2021[18]
- Cephalotes maya De Andrade, 1999
- Cephalotes membranaceus (Klug, 1824)
- Cephalotes minutus (Fabricius, 1804)
- Cephalotes mompox De Andrade, 1999
- Cephalotes monicaulyssea Oliveira et al., 2021
- Cephalotes multispinosus (Norton, 1868)
- Cephalotes nilpiei De Andrade, 1999
- Cephalotes notatus (Mayr, 1866)
- Cephalotes obscurus (Vierbergen et Scheven, 1995)
- Cephalotes oculatus (Spinola, 1851)
- Cephalotes olmecus De Andrade, 1999
- Cephalotes opacus Santschi, 1920
- Cephalotes pallens (Klug, 1824)
- Cephalotes pallidicephalus (Smith, 1876)
- Cephalotes pallidoides De Andrade, 1999
- Cephalotes pallidus De Andrade, 1999
- Cephalotes palta De Andrade, 1999
- Cephalotes palustris De Andrade, 1999
- Cephalotes patei (Kempf, 1951)
- Cephalotes patellaris (Mayr, 1866)
- Cephalotes pavonii (Latreille, 1809)
- Cephalotes pellans De Andrade, 1999
- Cephalotes persimilis De Andrade, 1999
- Cephalotes persimplex De Andrade, 1999
- Cephalotes peruviensis De Andrade, 1999
- Cephalotes pileini De Andrade, 1999
- Cephalotes pilosus (Emery, 1896)
- Cephalotes pinelii (Guerin-Meneville, 1844)
- Cephalotes placidus (Smith, 1860)
- Cephalotes poinari Baroni Urbani, 1999
- Cephalotes porrasi (Wheeler, 1942)
- Cephalotes prodigiosus (Santschi, 1921)
- Cephalotes pusillus (Klug, 1824)
- Cephalotes quadratus (Mayr, 1868)
- Cephalotes ramiphilus (Forel, 1904)
- Cephalotes resinae De Andrade, 1999
- Cephalotes rohweri (Wheeler, 1916)
- Cephalotes scutulatus (Smith, 1867)
- Cephalotes serraticeps (Smith, 1858)
- Cephalotes serratus (Vierbergen et Scheven, 1995)
- Cephalotes setulifer (Emery, 1894)
- Cephalotes simillimus (Kempf, 1951)
- Cephalotes sobrius (Kempf, 1958)
- Cephalotes solidus (Kempf, 1974)
- Cephalotes specularis Brandão et al., 2014
- Cephalotes spinosus (Mayr, 1862)
- Cephalotes squamosus (Vierbergen et Scheven, 1995)
- Cephalotes sucinus De Andrade, 1999
- Cephalotes supercilii De Andrade, 1999
- Cephalotes taino De Andrade, 1999
- Cephalotes targionii (Emery, 1894)
- Cephalotes texanus (Santschi, 1915)
- Cephalotes toltecus De Andrade, 1999
- Cephalotes trichophorus De Andrade, 1999
- Cephalotes umbraculatus (Fabricius, 1804)
- Cephalotes unimaculatus (Smith, 1853)
- Cephalotes ustus (Kempf, 1973)
- Cephalotes varians (Smith, 1876)
- Cephalotes ventriosus De Andrade, 1999
- Cephalotes vinosus (Wheeler, 1936)
- Cephalotes wheeleri (Forel, 1901)